# Hans Kelderman
Hans Wietse (Hans) Kelderman (Zutphen, 22 maart 1966) is Nederlands roeier. Hij vertegenwoordigde Nederland op verschillende grote internationale wedstrijden. Tweemaal nam hij deel aan de Olympische Spelen, maar won hierbij geen medaille.
Na zijn schooltijd op het Isendoorn College maakte hij zijn olympisch debuut op 22-jarige leeftijd bij de Olympische Spelen van 1988 in Seoel op het roeionderdeel dubbel-vier. Met een tijd van 5.55,72 in de kleine finale moest de Nederlandse ploeg zich tevreden stellen met een achtste plaats. Vier jaar later maakte hij opnieuw deel uit de dubbel-vier op de Olympische Spelen van 1992 in Barcelona. Ditmaal drong de Nederlandse ploeg door tot de finale, maar moest hier genoegen nemen met een vijfde plaats in 5.48,92.
Zijn beste prestatie leverde Kelderman op de wereldkampioenschappen roeien 1989 door wereldkampioen te worden op de dubbel-vier. In de finale kwamen ze als eerste over de finish en bleven hiermee de roeiploegen uit Italië en Zweden voor.
Hij studeerde rechtswetenschappen en was in zijn actieve tijd aangesloten bij studentenroeivereniging ASR Nereus in Amsterdam.

## Palmares

### roeien (skiff)
- 1984:  WK junioren - 5.19,31

### roeien (dubbel-vier)
- 1987: 6e WK - 6.27,01
- 1988: 8e OS - 5.55,72
- 1989:  WK - 6.03,99
- 1990: 5e WK - 5.44,80
- 1991:  WK - 6.13,03
- 1992: 5e OS - 5.48,92

Robert Bakker · 
Hans Kelderman · 
Jürgen Nelis · 
Herman van den Eerenbeemt
Hans Kelderman · 
Ronald Florijn · 
Koos Maasdijk · 
Rutger Arisz